# Кортик (фильм, 1973)
«Ко́ртик» — советский художественный телевизионный цветной фильм, снятый режиссёром Николаем Калининым на киностудии «Беларусьфильм» в 1973 году по мотивам одноимённой повести Анатолия Рыбакова.

## Сюжет
1 серия
Гражданская война в России, 1921 год. В небольшом городке Ревске (прототипом Ревска, по признанию автора книги, явился город Сновск) у бабушки и дедушки гостит их внук — школьник из Москвы Миша Поляков. Миша замечает, как квартирант, командир Красной армии Полевой прячет пакет, в котором оказывается кортик. На Ревск совершает налёт конный отряд белых. Командир отряда Никитский требует от Полевого отдать ему кортик. Миша тайком передаёт кортик Полевому, тот закалывает конвоиров и сбегает. Миша и Генка собираются ехать в Москву, Полевой передаёт Мише кортик. Он рассказывает, что служил на линкоре «Императрица Мария» и увидел, как офицер Никитский убил другого офицера Владимира Терентьева и забрал его кортик. Полевой попытался задержать Никитского, но в этот момент на линкоре произошёл взрыв.
2 серия
Прошёл ровно год после событий, описанных в первой серии. Миша, Генка и их одноклассник пианист Слава выслеживают Филина — человека, которого остерегался Полевой. Они замечают, как к нему приходит Никитский. Филин посещает продавца марок, который пытается разгадать шифр, нанесённый на ножны кортика. Ребята вступают в пионеры, знакомятся с беспризорником Михаилом Коровиным и помогают другим беспризорникам. Пионеры ставят в любительском театре пьесу «Кулак и батрак», сбор от которой идёт голодающим Поволжья. Сын Филина Борька-Жила приносит им матросскую ленточку отца, которая якобы нужна ребятам для спектакля. Ребята видят на ней надпись «Императрица Мария», они понимают, что Филин служил с Никитским. Коровин крадёт ножны у Жилы.
3 серия
Учительница на уроке отбирает у Миши книгу о шифрах. Учитель рисования БорФед — Борис Федотович расспрашивает Мишу о его увлечении шифрами и помогает ребятам разгадать шифр на ножнах кортика. «Сим гадом завести часы понеже проследует стрелка полудень башне самой повёрнутой быть»  —  под «гадом» имелась в виду змейка на рукоятке кортика. Ребята выходят на мать Владимира Терентьева, убитого Никитским. Миша является к ней и к своему ужасу застаёт у неё Никитского, который выдаёт себя за товарища Владимира. Почуяв неладное, Никитский пускается погоню за Мишей, но его обезвреживает подоспевший Полевой. Вдова рассказывает, что её покойные муж и сын, оба морские офицеры, увлекались водолазным делом, мечтали поднимать со дна моря корабли. При помощи кортика следователи открывают в часах тайник Терентьева, где находится список кораблей с различными ценными грузами, затонувших в различных точках Мирового океана.

## В ролях
| Актёр               | Роль                                                         |
| ------------------- | ------------------------------------------------------------ |
| Сергей Шевкуненко   | Миша Поляков (озвучивание — Ярослава Турылёва)               |
| Владимир Дичковский | Генка Петров (озвучивание — Агарь Власова)                   |
| Игорь Шульженко     | Слава Эльдаров (озвучивание — Надежда Подъяпольская)         |
| Михаил Голубович    | Сергей Иванович Полевой, комиссар, командир Красной Армии    |
| Эммануил Виторган   | Валерий Сигизмундович Никитский, главарь банды               |
| Наталья Чемодурова  | мать Миши Полякова                                           |
| Роман Филиппов      | Филин, завскладом                                            |
| Виталий Быков       | Николай Севостьянов, пионервожатый                           |
| Тамара Трушина      | Агриппина Тихоновна, тётя Генки                              |
| Виктор Сергачёв     | дядя Сеня                                                    |
| Леонид Кмит         | дедушка Миши                                                 |
| Зоя Фёдорова        | бабушка Миши                                                 |
| Борис Владомирский  | филателист                                                   |
| Галина Рогачёва     | Алла Сергеевна, мать Славы                                   |
| Сергей Полежаев     | Константин Алексеевич, отец Славы                            |
| Эдуард Горячий      | отец Генки                                                   |
| Витаутас Томкус     | бандит                                                       |
| Гедиминас Карка     | путевой обходчик                                             |
| Эмилия Мильтон      | Подволоцкая, бабушка Лёли, вдова профессора морской академии |
| Павел Кормунин      | «БорФед», Борис Федотович Романенко, учитель рисования       |
| Ростислав Янковский | директор школы                                               |
| Андрей Войновский   | Борька-Жила                                                  |
| Вера Кузнецова      | Марья Гавриловна Терентьева                                  |

## Съёмочная группа
| Автор сценария        | Анатолий Рыбаков   |
| Режиссёр-постановщик  | Николай Калинин    |
| Оператор-постановщик  | Игорь Ремишевский  |
| Художник-постановщик  | Юрий Альбицкий     |
| Композитор            | Станислав Пожлаков |
| Тексты песен          | Булат Окуджава     |
| Художник-гримёр       | Григорий Храпуцкий |
| Художники по костюмам | Алла Грибова       |
| Директор картины      | Алексей Круковский |

## Песни
- «Песня красноармейца» (С. Пожлаков — Б. Окуджава); два исполнения — Станислава Пожлакова (в начале первой серии и в финале первой серии, с хором) и Валентина Никулина (в первой серии)
- «Песня беспризорника» (С. Пожлаков — Б. Окуджава[2])
- «Ты гори, мой костёр» (С. Пожлаков — Б. Окуджава[3])